# 蘇育德
蘇育德（1986年1月15日—），台灣澎湖縣馬公市人，民主進步黨籍政治人物，現任澎湖縣議員。

## 簡介
蘇育德畢業於澎湖科技大學餐旅管理系，曾任澎湖縣表演藝術推廣協會第一屆、第二屆理事長。為「菊島青年、澎湖搖滾」澎湖地方重要活動的發起人。

## 政治
2014年，蘇育德獲得民進黨提名，投入馬公市市民代表選舉，順利當選。2018年，蘇育德二度披民進黨戰袍，競選馬公市代表成功連任。
2020年5月28日，民進黨中央黨部公告，蘇育德當選第19屆全國黨代表。
2022年6月2日，民進黨澎湖縣黨部正式宣布，提名呂黃春金、盧長在、蘇育德參選澎湖縣議員。蘇育德在該選區以第二高票當選澎湖縣議員，得票數僅次時任議長劉陳昭玲。

## 選舉紀錄
| 年度 | 選舉屆數                 | 選舉區                 | 所屬政黨   | 得票數 | 得票率 | 當選標記 | 備註     |
| ---- | ------------------------ | ---------------------- | ---------- | ------ | ------ | -------- | -------- |
| 2014 | 第十屆馬公市民代表選舉   | 澎湖縣馬公市第二選舉區 | 民主進步黨 | 2763   | 22.16% |          | 排名第一 |
| 2018 | 第十一屆馬公市民代表選舉 | 澎湖縣馬公市第二選舉區 | 民主進步黨 | 3475   | 28.67% | 排名第一 |          |
| 2022 | 第二十屆澎湖縣議員選舉   | 澎湖縣第一選舉區       | 民主進步黨 | 2,828  | 9.45%  | 排名第二 |          |

## 外部連結
- 蘇育德的Facebook專頁